# Ampolla de Nansen

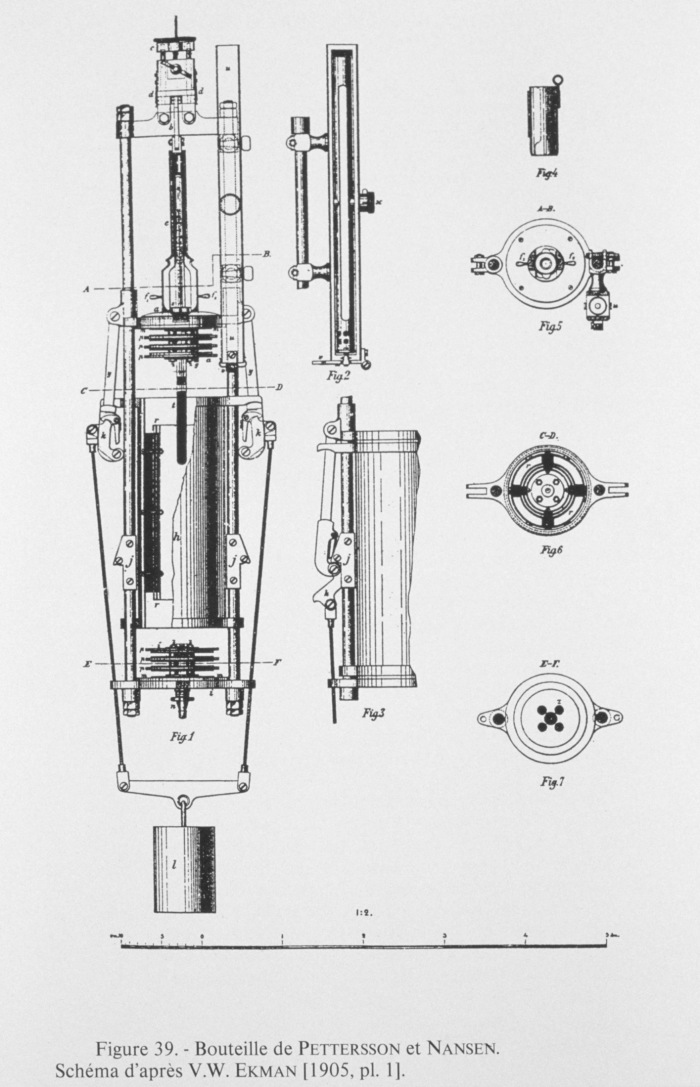
Ampolla Pettersen-Nansen

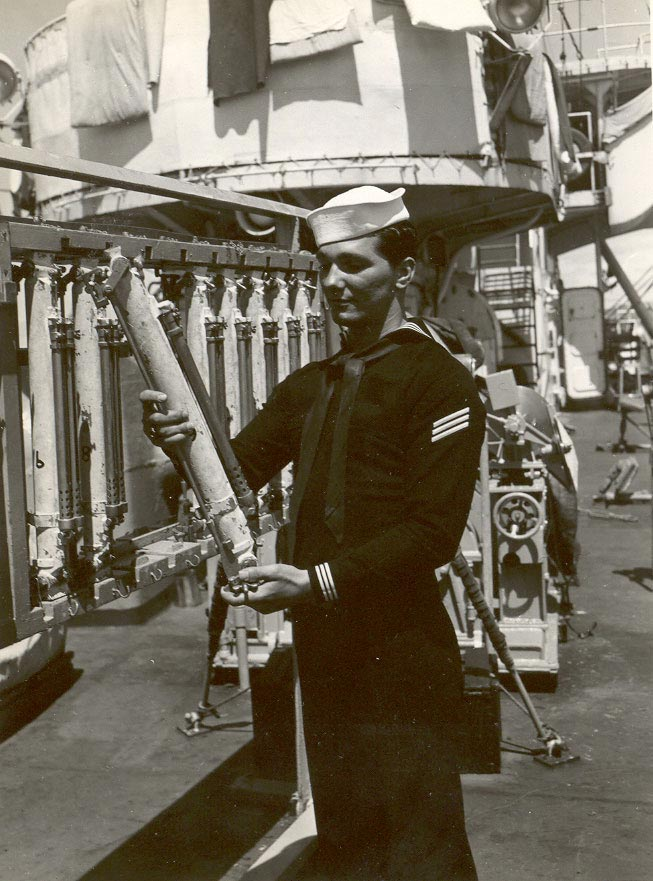
Un mariner de l'U.S. Coast Guard sostenint una ampolla de Nansen

Una ampolla de Nansen és un dispositiu per obtenir mostres d'aigua de mar en una profunditat específica. Va ser dissenyada el 1894 per l'explorador i oceanògraf Fridtjof Nansen i millorada per Shale Niskin el 1910 (vegeu ampolla de Niskin).
L'ampolla, més precisament un cilindre de metall o de plàstic, es submergeix lligada un cable a l'oceà i, quan arriba a la profunditat requerida, es deixa caure pel cable un pes de llautó anomenat «missatger». Quan el pes arriba a l'ampolla, l'impacte posa l'ampolla cap per avall i tanca una vàlvula de moll que hi ha al final de l'ampolla, capturant la mostra d'aigua a l'interior. L'ampolla i la mostra es recuperen al recollir el cable.
Es pot disposar un segon «missatger» per ser alliberat per a invertir el mecanisme, i baixar-lo pel cable fins que arriba a una altra ampolla de Nansen. Preparant una seqüència d'ampolles i missatgers a intervals al llarg del cable, es poden prendre una sèrie de mostres a una profunditat més gran amb una sola acció.
La temperatura de l'aigua a la profunditat de mostreig es registra mitjançant un termòmetre d'inversió fixat a l'ampolla Nansen. Es tracta d'un termòmetre de mercuri amb una constricció en el seu tub capil·lar que, quan el termòmetre s'inverteix, fa que el fil es trenqui i atrapi el mercuri, quedant fixada la lectura de la temperatura. Atès que la pressió en aigües profundes comprimeix les parets del termòmetre i afecta la indicació de la temperatura, el termòmetre està protegit per un recinte rígid. Es vincula un termòmetre no protegit amb un termòmetre protegit, i la comparació de les dues lectures de temperatura permet determinar la temperatura i la pressió en el punt de mostreig.
L'ampolla de Nansen ha estat àmpliament substituïda per l'ampolla de Niskin i actualment ja no es fabriquen, tot i que encara s'utilitzen.